# Долина китова
Долина китова (Wadi Al-Hitan) (арап. وادي الحيتان) је палеонтолошки локалитет у Фајуму у Египту, око 150 км југозападно од Каира. Простор је проглашен УНЕСКО-вом светском баштином у јулу 2005. године због стотина фосила неких од најранијих облика китова, археоцета (сада изумрли под-ред китова). Локација открива доказе за објашњење једне од највећих мистерија еволуције китова: појава кита као океанског сисара из претходног начина живота као копнене животиње. Ниједно друго место на свету не даје такав број, концентрацију и квалитет тих фосила, као ни приступачност и положај у атрактивном и заштићеном пејзажу. Због тога га је УНЕСКО додао на листу заштићених места светске баштине.

## Историја
Фосили пронађени на овом месту можда нису најстарији, али је њихова велика концентрација на том подручју и степен њихове очуваности такав да је чак и неки садржај желуца нетакнут. Присуство фосила других раних животиња као што су ајкуле, крокодили, рибе тестераче, корњаче и раже пронађени у Долини китова омогућава реконструкцију околног окружења и еколошких услова тог доба, доприносећи оправдању да буде цитирано као локација светског наслеђа.
Први фосилни костури китова откривени су зими 1902–03. Наредних 80 година привукли су релативно мало интересовања, углавном због потешкоћа у доласку до тог подручја. Осамдесетих година прошлог века интересовање за ову локацију се наставило када су возила са погоном на сва четири точка постала лакше доступна. Стално интересовање се поклопило са местом које су посећивали сакупљачи фосила, а многе кости покупљене, што је подстакло позиве за очување локације. Остаци приказују типичне облике тела модерних китова, али задржавајући неке примитивне аспекте структуре лобање и зуба. Пронађени највећи скелет достиже дужину од 21 м, са добро развијеним перајама са пет прстију на предњим удовима и неочекиваним присуством задњих ногу, стопала и прстију, који раније нису били познати ни код једног археоцетија. Облик им је био змијолик, и били су месоједи. Неколико ових скелетних остатака је изложено, али већина је плитко затрпана седиментима, полако откривени ерозијом. Долина китова пружа доказе о милионима година приобалног морског живота.

## Фосили
Долина китова је најважније место на свету које демонстрира једну од култних промена које чине запис о животу на Земљи: еволуцију китова. Живописно приказује њихов облик и начин живота током њиховог преласка са копненог на морски живот. Премашује вредности других упоредивих налазишта у погледу броја, концентрације и квалитета фосила, као и њихове доступности и смештаја у атрактивном и заштићеном пејзажу. Иконски је склоп фосилизованих костура археоцетија (примитивни китови који документују прелазак китова у морски живот), морских крава и гмизаваца, као и зуба ајкула из формације Геханам (пре 40–41 милиона година). Слојеви у Долини китова припадају средњем еоценском добу и садрже широку масу фосила кичмењака на 200 km². Фосили су присутни у великом броју и углавном показују одличан квалитет очувања. Најуочљивији фосили су костури и кости китова и морских крава, а документовано је преко неколико стотина њих. Фосили китова варирају од појединачних костију до целих костура, а известан број делимичних костура тренутно је изложен у јавном делу парка. Два уобичајена кита су велики Басилосаурус и мањи (3 - 5 метара) Дорудон. Најмање још две врсте су познате из ређих остатака. Китови поседују мале задње удове, какви се код савремених китова не виде, и моћну лобању са зубима сличним зубима месождерних копнених сисара. Остале сисаре представљају костури три врсте морских крава. Они су били потпуно морски попут китова, а такође показују примитивне карактеристике које нису виђене у савременим врстама и поседују зубе који сугеришу да су пасли морске траве и друге морске биљке. Такође су забележене кости примитивног слона Меритеријума. Долина китова необична је по томе што има тако велику концентрацију фосилних китова (1500 фосилних скелета морских кичмењака) на релативно малом подручју. 
Фосили гмизаваца представљени су фосилима крокодила и морских корњача, а забележене су и кости морских змија. Заступљене су многе врсте коштаних риба, ајкула и ража, али већина фосила су изоловани мали зуби и они нису често упадљиви. Већи фосили риба укључују ростру и тестерачу и клинове тестере; у парку је постављена тестера дужине 1,8 метара. Фосилне шкољке нису честе у главним стенама које носе китове, али су врло честе у другим стенама; може се видети да су многе отпале стене пуне најразличитијих фосила шкољки. Фосилни нумулитни фосили у облику диска се местимично јављају и често прекривају пустињско тло. У парку је присутан велики трупац, а овај је пун цевастих фосила бродских црва. Познате су и неке фосилне морске траве.

## Геологија
Геологија долине даје пределе, а ерозија ветра и воде ствара спектакуларне литице и брежуљке. Стене присутне у долини старе су од средњег до касног еоцена и састоје се од три главне стенске јединице. Формација Геханам састоји се од морских каменаца, који су углавном присутни на равнијем терену источно од јавног парка. Стенска јединица која садржи већину фосила китова је формација Биркет Карун. Обухвата жућкасте морске пешчаре који чине већину литица и дна. Монотоност ових пешчара прекида бели слој препун добро очуваних животињских јама (за које се раније сматрало да су корени мангрова) и слој црног муљевитог камена изнад тога. Како се литице формације Биркет Карун прате на исток, замењују их  каменови формације Геханнам, што указује на промену дубине воде из плиће у дубљу у том правцу. Врхови виших литица налазе се у формацији Каср ел Сага, која се састоји од тамних каменаца, наизменично кречњака пуних шкољки и представља лагунско окружење.

## Дивље животиње
Долина китова такође је дом за 15 врста пустињских биљака, пешчаних дина и око 15 врста дивљих сисара, укључујући северноафричког шакала, афричког златног вука, црвену лисицу, афричког леопарда, афричког гепарда, египатског мунгоса, афричку дивљу мачку и доркас газелу. Пустињске лисице су најчешће виђени сисари и ноћу редовно посећују камп. Такође, привучени језерима у долини забележено је 19 врста гмизаваца и 36 врста приплодних птица.

## Туризам
Само око 1.000 посетилаца годишње се вози возилима са погоном на сва четири точка у Долину китова јер је стаза неасфалтирана и прелази необележени пустињски песак. Посетиоци су углавном странци, који зими викендом обично кампују у долини. Будући да се долина налази у заштићеном подручју Вади Ел Рајан, исти план управљања  ограничава посетиоце на унапред договорене вођене туре дуж прописане стазе. Одрживи туризам почиње да се развија и расте у том подручју, а возила се алтернативно замењују пешачким или камиљим стазама.
Откако је део Долине китова претворен у туристичко место, постављене су стазе између главних фосила и изграђена мала склоништа. Овај јавни парк сада редовно посећују туристичке групе, а постоји и мали камп.
Долина се налази иза планине познате као Гарет Џехенем - "планина пакла". У светлости залазећег сунца, чини се да планина пламти језивим црвеним светлом.
Египатска влада саопштила је да је у јулу 2007. године пар аутомобила којим су управљале белгијске дипломате ушао у заштићену зону на овом подручју и уништио део фосила кита, наневши штету вредну 10 милиона америчких долара. Белгијска влада тврди да њене дипломате нису проузроковале штету. Питање остаје нерешено.